# Campeonato Europeo de Triatlón de 2005
El XXI Campeonato Europeo de Triatlón se celebró en Lausana (Suiza) el 20 de agosto de 2005 bajo la organización de la Unión Europea de Triatlón (ETU) y la Federación Suiza de Triatlón.

## Resultados
| Evento    | Oro                                | Plata                            | Bronce                            |
| --------- | ---------------------------------- | -------------------------------- | --------------------------------- |
| Masculino | Frédéric Belaubre Francia 1:55:56  | Cédric Fleureton Francia 1:56:00 | Sven Riederer · Suiza · 1:56:10   |
| Femenino  | Vanessa Fernandes Portugal 2:07:39 | Ana Burgos · España · 2:08:27    | Nadia Cortassa · Italia · 2:09:02 |

## Medallero
| Núm. | País     | Oro | Plata | Bronce | Total |
| ---- | -------- | --- | ----- | ------ | ----- |
| 1    | Francia  | 1   | 1     | 0      | 2     |
| 2    | Portugal | 1   | 0     | 0      | 1     |
| 3    | España   | 0   | 1     | 0      | 1     |
| 4    | Italia   | 0   | 0     | 1      | 1     |
| 4    | Suiza    | 0   | 0     | 1      | 1     |
|      | TOTAL    | 2   | 2     | 2      | 6     |